# Ліїнахамарі
Ліїнахамарі (рос. Лиинахамари; фін. Liinahamari; швед. Linhammar) - населений пункт у Печензькому районі Мурманської області, Росія. Незамерзаючий порт на Печензькій губі Баренцового моря.

## Історія
З 1800-х Ліїнахамарі років входив до складу Російської імперії. Велике князівство Фінляндське що відокремилося в 1917 році стало незалежною країною Фінляндією, а у Росії більшовиками була утворена РРФСР. При цьому в Росії розпочалася громадянська війна, основними силами в якій були «білі» і «червоні». Боротьба цих сил відбувалася на території колишньої імперії, у тому числі як всередині Фінляндії, так і між фінськими та російськими «білими» і радянськими «червоними» військами на території РРФСР. Ці бої, що увійшли в історію як перша радянсько-фінська війна, закінчилася в 1920 році мирним договором, укладеним в Тарту. Згідно з цим мирним договором між РРФСР і Фінляндією, порт Ліїнахамарі увійшов разом з усім районом Петсамо до складу Фінляндії.

### Фінляндія

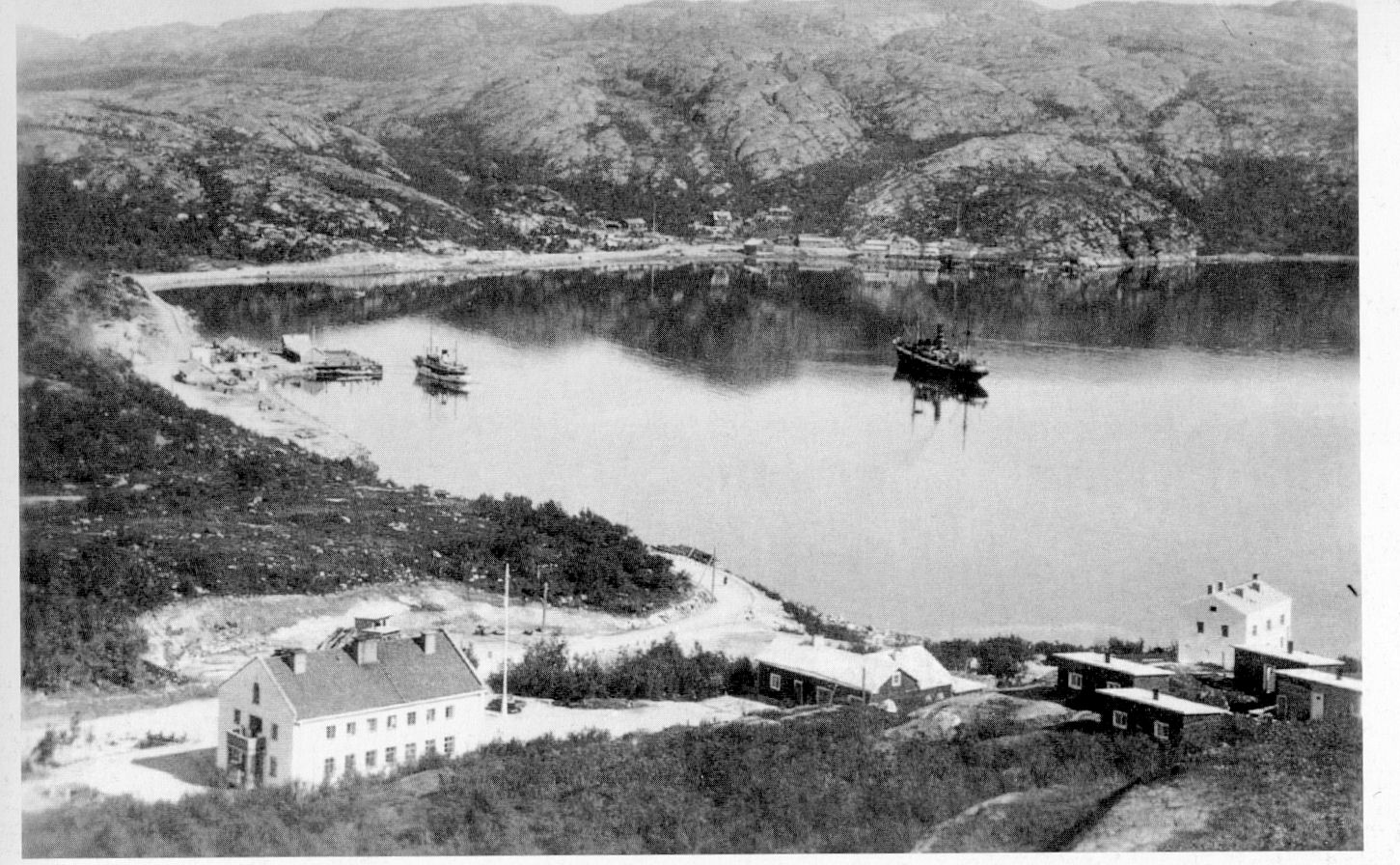
Порт Ліїнахамарі у 1930-х роках

Ліїнахамарі був єдиним незамерзаючим океанським портом Фінляндії - він мав вихід у Баренцове море Північного Льодовитого океану. Так звана Дорога до Льодовитого океану  (фін. Jäämerentie) з Рованіемі через Соданкюля  в Ліїнахамарі була побудована до 1931 року, завдовжки 531 км була першою автострадою в світі що досягла Північний Льодовитий океану. 
Після її відкриття трафік автострадою стрімко зростає, по відкриттю нікелевих рудників у Петсамо. Ліїнахамарі незабаром став одним з найбільших портів Фінляндії. Окрім економічного ефекту це привернуло туристів, так як в єдиний порт на Баренцевому морі стало можливо приїхати на автомобілі.

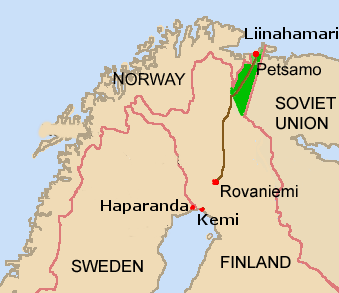
Маршрут дороги до Льодовитого океану прокладеної до Ліїнахамарі

### Друга світова війна
Під час радянсько-фінської зимової війни 1939-1940 років, війська СРСР захопили район Печенга, проте після закінчення війни повернув його назад Фінляндії, за винятком західної частини півострова Рибачого. Згідно з деякими точкам зору,  це було зроблено через можливість ускладнень з урядами країн, які вели видобувну діяльність в районі.
У роки Радянсько-фінської війни 1941-1944 років - порт Ліїнахамарі був головною базою для вивезення нікелю з стратегічно важливих для Німеччини родовищ в районі селища Петсамо, а також однією з найважливіших військово-морських баз Крігсмаріне на узбережжі Баренцевого моря. Ця база грала величезну роль в боротьбі з радянським Північним флотом і арктичними конвоями союзників в СРСР, а також перебувала на передовому рубежі оборони окупованій німцями Норвегії від наступаючої Радянської армії. Порт і гавань Ліїнахамарі були перетворені в потужний оборонний район у фіорді Петсамовуоно. В цілому система оборони Ліїнахамарі і затоки налічувала 4 берегові батареї 150 і 210-міліметрових гармат, 20 батарей 88-міліметрових зенітних гармат  протиповітряної оборони, обладнаних для стрільби по наземних і морських цілях. У порту на причалах були обладнані залізобетонні доти з броньованими ковпаками.
19 вересня 1944 Фінляндія і СРСР уклали Московське перемир'я, що завершило радянсько-фінську війну. За його умовами, Ліїнахамарі, як і весь район Петсамо, увійшла до складу Мурманської області РРФСР.
13 жовтня 1944 року радянський морський десант захопив порт і селищем. В результаті Петсамо-Кіркенесської операції вся Печенга була окупована Червоною Армією.

### СРСР
У повоєнні роки в Ліїнахамарі були розташовані база 42-ї бригади підводних човнів, дивізіон малих ракетних кораблів (МРК), 15-а бригада охорони водного району (ОВРу), що складається з сторожових кораблів (СКР) 50-го проекту, кораблів повітряного спостереження (КВН) і тральщиків Північного флоту. Також розташовувалася одна з найбільших торпедно-технічних баз Північного флоту.

## Населення
| 2002 | 2010 |
| ---- | ---- |
| 922  | ↘475 |

## Транспорт
Автобусне сполучення з Мурманськом і Нікелем. Найближча залізнична станція - Печенга (15 км).

## Ресурси Інтернету
- Petsamo – korridor till Norra ishavet [Архівовано 21 серпня 2019 у Wayback Machine.]
- Engelsk bombräd mot Finland under andra världskriget (pdf-fil)